# یاسین لواتی
یاسین لواتی (انگلیسی: Yacine Louati؛ زادهٔ ۴ مارس ۱۹۹۲) بازیکن والیبال اهل فرانسه است.